# Newton (Suffolk)
Newton – wieś w Anglii, w hrabstwie Suffolk, w dystrykcie Babergh. Leży 26 km na zachód od miasta Ipswich i 87 km na północny wschód od Londynu. W 2001 miejscowość liczyła 497 mieszkańców.